# Светло сиво / Дявол в сърцето
„Светло сиво / Дявол в сърцето“ (на македонска литературна норма: „Светло сиво / Ѓавол во срцето“) е филм от Република Македония от 1993 година, драма на режисьора Дарко Митревски по сценарий на Кръсте Джидров.
Главните роли се изпълняват от Окан Младенович.